# Ліпову
Ліпову (рум. Lipovu) — село у повіті Долж в Румунії. Входить до складу комуни Ліпову.
Село розташоване на відстані 200 км на захід від Бухареста, 28 км на південний захід від Крайови.

## Населення
За даними перепису населення 2002 року у селі проживали 2917 осіб.
Національний склад населення села:
| Національність | Кількість осіб | Відсоток |
| -------------- | -------------- | -------- |
| румуни         | 1800           | 61,7%    |
| цигани         | 1117           | 38,3%    |

Рідною мовою назвали:
| Мова      | Кількість осіб | Відсоток |
| --------- | -------------- | -------- |
| румунська | 2151           | 73,7%    |
| циганська | 765            | 26,2%    |